# ゴッド (曲)
「ゴッド」（God）は、1970年に発表されたジョン・レノンの楽曲。ビートルズ解散後初のソロ・アルバム『ジョンの魂』のハイライトとして収録されている。ビートル（※ビートルズのメンバーという意味）としての自分自身に決別し、ソロ・シンガー、ジョン・レノンの誕生宣言とも言える作品。
「神は私たちの苦痛を計る観念に過ぎない」と主張し、魔法、易経、聖書、タロット、ヒトラー、イエス・キリスト、ジョン・F・ケネディ、仏陀、マントラ(お経)、ギーター、ヨガ、王、エルヴィス・プレスリー、ジマーマン（ボブ・ディラン）、果てはビートルズさえも、「僕は信じない」と歌われる。そこでブレイクを挟み、終盤は「僕はヨーコと自分を信じる」「愛する友よ、頑張っていこう、夢は終わった」と歌われる。センセーショナルな歌詞は当時話題となった。
ジョン・レノン曰く、意味は意味自身に宿る。「もし神が存在するとすれば」、「我々全員が神だ。」

## 収録アルバム
- 『ジョンの魂』
- 『イマジン (オリジナル・サウンドトラック)』
- 『ギミ・サム・トゥルース.』

## 別テイク
- ボックス・セット『ジョン・レノン・アンソロジー』及び、そのダイジェスト盤『ウォンサポナタイム』には、ジョン、リンゴ、クラウス・フォアマンの3人で演奏した、ピアノの入っていないヴァージョンが収録。
- 『ラヴ〜アコースティック』（2004年）には、ジョンのアコースティック・ギター弾き語りによる未発表テイクが収録された。

## オマージュ
- U2の『魂の叫び』（1988年）収録曲「ゴッド・パート2」の歌詞は、ジョンの「ゴッド」に影響を受けており、歌詞カードにも「-for John Lennon」と記されている。悪魔、強制立ち入り、コカイン、物議を醸したレノンの伝記を書いたアルバート・ゴールドマン等の様々な事象を「信じない」と列記し、「ただ愛を信じる」とボノが力強く歌う。
- 宮沢和史率いるGANGA ZUMBAの『UM』（2007年）の初回限定盤に付いているボーナスCDには、「God Part III」という曲がある。こちらは、様々な事象を「信じない」と列記し、ただロックンロールを信じるという内容。
- ブライアン・メイは1993年6月15日、ブリクストン・アカデミーでのライヴで歌詞を変えてこの曲を歌った。1991年にフレディ・マーキュリーが亡くなり自分が独り立ちしていく心境をこの曲に重ねたと思われる。ただし、ライヴ盤『ライヴ・アット・ザ・ブリクストン・アカデミー（英語版）』には収録されていない。